# 니콜라우스 판 부에렌
니콜라우스 판 부에렌(Nikolaus van Bueren, 1380년경에 태어남, 1445년 5월 16일 사망)는 쾰른 대성당의 건설 총 책임자였으며 전임 총 책임자였던 안드레아스 폰 에베르딩겐의 후임자이다.

## 같이 보기
- 쾰른